# سونگ جینوی
سونگ جینوی (انگلیسی: Song Jinwei؛ زادهٔ ۱۴ آوریل ۱۹۵۹) بازیکن والیبال اهل چین بود. وی در بازی‌های المپیک تابستانی ۱۹۸۴ شرکت کرده‌است.